# جیرو تانیگوچی
جیرو تانیگوچی (انگلیسی: Jiro Taniguchi; ۱۴ اوت ۱۹۴۷ – ۱۱ فوریهٔ ۲۰۱۷) مانگاکا اهل ژاپن بود.
وی همچنین برندهٔ جوایزی همچون جایزه فرهنگی تزوکا اوسامو و جوایز مانگای شوگاکوکان شده است.